# Whitstable Town FC
Whitstable Town FC (celým názvem: Whitstable Town Football Club) je anglický fotbalový klub, který sídlí ve městě Whitstable v nemetropolitním hrabství Kent. Založen byl v roce 1886. Od sezóny 2018/19 hraje v Isthmian League South East Division (8. nejvyšší soutěž). Klubové barvy jsou červená a bílá.
Své domácí zápasy odehrává na stadionu The Belmont Ground s kapacitou 3 000 diváků.

## Úspěchy v domácích pohárech
Zdroj: 
- FA Cup
  - 3. předkolo: 1957/58, 1988/89, 1989/90
- FA Trophy
  - 2. kolo: 2013/14
- FA Vase
  - 5. kolo: 1996/97

## Umístění v jednotlivých sezonách
Stručný přehled
Zdroj: 
- 1950–1959: Kent Football League (Division One)
- 1959–1960: Aetolian League (Division One)
- 1963–1964: Aetolian League (Division One)
- 1967–1968: Kent Premier League
- 1968–1978: Kent Football League
- 1978–1998: Kent Football League (Division One)
- 1998–2007: Kent Football League (Premier Division)
- 2007–2016: Isthmian League (Division One South)
- 2016–2018: Southern Counties East League (Premier Division)
- 2018– : Isthmian League (South East Division)

Jednotlivé ročníky
Zdroj: 
Legenda: Z – zápasy, V – výhry, R – remízy, P – porážky, VG – vstřelené góly, OG – obdržené góly, +/- – rozdíl skóre, B – body, červené podbarvení – sestup, zelené podbarvení – postup, fialové podbarvení – reorganizace, změna skupiny či soutěže
| Sezóny  | Liga                                             | Úroveň | Z  | V  | R  | P  | VG | OG  | +/- | B  | Pozice |
| ------- | ------------------------------------------------ | ------ | -- | -- | -- | -- | -- | --- | --- | -- | ------ |
| 2009/10 | Isthmian League (Division One South)             | 8      | 42 | 14 | 3  | 25 | 41 | 85  | -44 | 45 | 18.    |
| 2010/11 | Isthmian League (Division One South)             | 8      | 42 | 12 | 13 | 17 | 58 | 75  | -17 | 49 | 15.    |
| 2011/12 | Isthmian League (Division One South)             | 8      | 40 | 12 | 4  | 24 | 46 | 87  | -41 | 40 | 18.    |
| 2012/13 | Isthmian League (Division One South)             | 8      | 42 | 12 | 8  | 22 | 53 | 71  | -18 | 44 | 17.    |
| 2013/14 | Isthmian League (Division One South)             | 8      | 46 | 14 | 11 | 21 | 61 | 78  | -17 | 53 | 20.    |
| 2014/15 | Isthmian League (Division One South)             | 8      | 46 | 20 | 11 | 15 | 82 | 77  | +5  | 71 | 8.     |
| 2015/16 | Isthmian League (Division One South)             | 8      | 46 | 8  | 2  | 36 | 52 | 118 | -66 | 26 | 23.    |
| 2016/17 | Southern Counties East League (Premier Division) | 9      | 38 | 22 | 3  | 13 | 82 | 51  | +31 | 69 | 5.     |
| 2017/18 | Southern Counties East League (Premier Division) | 9      | 38 | 25 | 7  | 6  | 74 | 30  | +44 | 82 | 1.     |
| 2018/19 | Isthmian League (South East Division)            | 8      | 38 |    |    |    |    |     |     |    |        |